# Helena Stark
Helena Stark foi uma tenista paulista.
Em 1951, ela foi Vice-campeã brasileira em dupla feminino, e medalhista de bronze nos Jogos Pan-Americanos de Buenos Aires, também na categoria duplas feminino, ao lado de Sylvia Villari.